# Eschborn–Frankfurt
Eschborn–Frankfurt, dříve známý jako Rund um den Henninger Turm Frankfurt, je každoroční jednodenní cyklistický závod konaný v Německu se startem v Eschbornu a s cílem ve Frankfurtu nad Mohanem. Závod, který se občas nazývá Frankfurt Grand Prix, se koná vždy 1. května na Svátek práce. 
Od roku 2017 je Eschborn–Frankfurt součástí UCI World Tour, série nejvýznamnějšího profesionálních cyklistických závodů, čímž se stal druhým německým závodem v rámci této série po klasice EuroEyes Cyclassics v srpnu. Závod je organizován společností ASO.

## Trasa

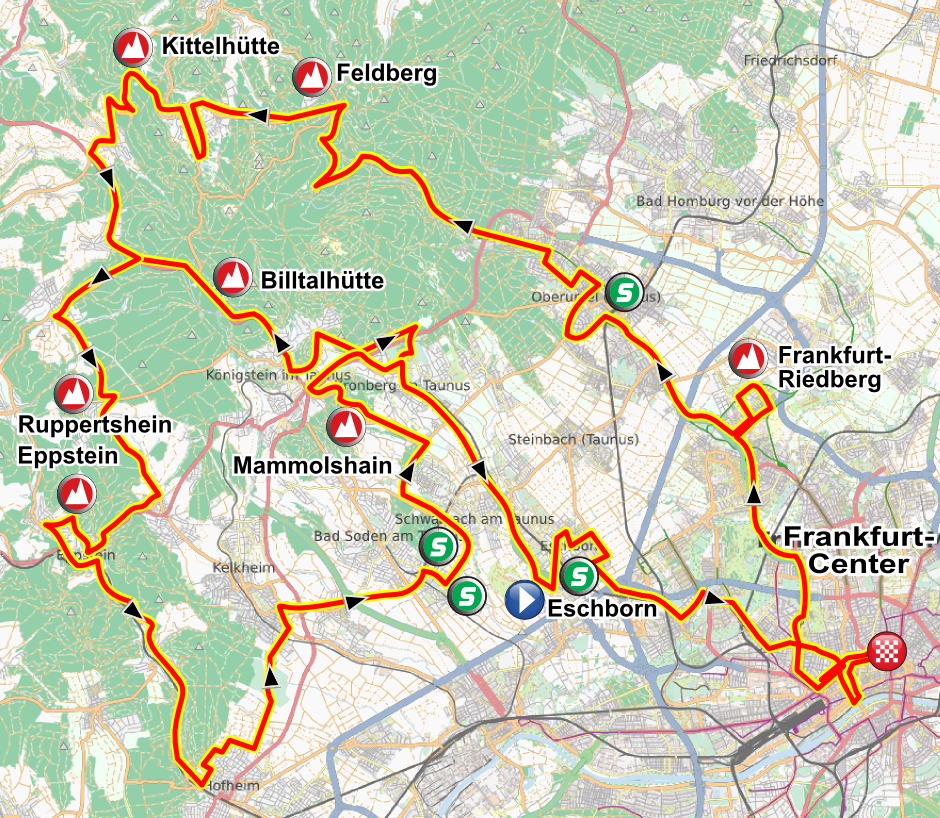
Trasa ročníku 2011. Závod začíná v Eschbornu a končí v centru Frankfurtu s celkovou délkou okolo 220 km.

Závod projíždí skrz Taunus na západ od Frankfurtu po větrné a zvlněné trase s převýšením okolo 1500 m. Do trasy jsou běžně zahrnuta stoupání Feldberg, Ruppershain či Mammolshain. Poslední zmiňovaný má maximální sklon 26/% a závod se na něj obvykle podívá dvakrát. Na závěr jsou přichystány pro cyklisty tři okruhy v centru Frankfurtu s délkou 4,5 km, celková délka tak činí přibližně 220 km.
Do roku 2008 se start i cíl nacházely na Hainer Weg a později na Darmstädter Landstraße, před věží Henninger Turm.
Od roku 2009 závod začíná v Eschbornu, 13 km západně od Frankfurtu. V roce 2009 byl cíl umístěn v Riedbergu, ale od roku 2010 se finišuje před Alte Oper, frankfurtskou koncertní halou a bývalým operním domem v centru města.

## Seznam vítězů
| Rok  | Země                                   | Jezdec                                 | Tým                                    |
| ---- | -------------------------------------- | -------------------------------------- | -------------------------------------- |
| 1962 | Belgie                                 | Armand Desmet                          | Flandria–Faema–Clément                 |
| 1963 | Západní Německo                        | Hans Junkermann                        | Wiel's–Groene Leeuw                    |
| 1964 | Belgie                                 | Clément Roman                          | Flandria–Romeo                         |
| 1965 | Francie                                | Jean Stablinski                        | Ford France–Gitane                     |
| 1966 | Spojené království                     | Barry Hoban                            | Mercier–BP–Hutchinson                  |
| 1967 | Belgie                                 | Daniel Van Rijckeghem                  | Mann–Grundig                           |
| 1968 | Nizozemsko                             | Eddy Beugels                           | Mercier–BP–Hutchinson                  |
| 1969 | Belgie                                 | Georges Pintens                        | Dr. Mann–Grundig                       |
| 1970 | Západní Německo                        | Rudi Altig                             | G.B.C.–Zimba                           |
| 1971 | Belgie                                 | Eddy Merckx                            | Molteni                                |
| 1972 | Francie                                | Gilbert Bellone                        | Rokado                                 |
| 1973 | Belgie                                 | Georges Pintens                        | Rokado–De Gribaldy                     |
| 1974 | Belgie                                 | Walter Godefroot                       | Carpenter–Confortluxe–Flandria         |
| 1975 | Nizozemsko                             | Roy Schuiten                           | TI–Raleigh                             |
| 1976 | Belgie                                 | Freddy Maertens                        | Flandria–Velda                         |
| 1977 | Nizozemsko                             | Gerrie Knetemann                       | TI–Raleigh                             |
| 1978 | Západní Německo                        | Gregor Braun                           | Peugeot–Esso–Michelin                  |
| 1979 | Belgie                                 | Daniel Willems                         | IJsboerke–Warncke Eis                  |
| 1980 | Itálie                                 | Gianbattista Baronchelli               | Bianchi–Piaggio                        |
| 1981 | Belgie                                 | Jos Jacobs                             | Capri Sonne–Koga Miyata                |
| 1982 | Belgie                                 | Ludo Peeters                           | TI–Raleigh–Campagnolo                  |
| 1983 | Belgie                                 | Ludo Peeters                           | TI–Raleigh–Campagnolo                  |
| 1984 | Austrálie                              | Phil Anderson                          | Panasonic–Raleigh                      |
| 1985 | Austrálie                              | Phil Anderson                          | Panasonic–Raleigh                      |
| 1986 | Belgie                                 | Jean-Marie Wampers                     | Hitachi–Splendor                       |
| 1987 | Norsko                                 | Dag Otto Lauritzen                     | 7 Eleven                               |
| 1988 | Belgie                                 | Michel Dernies                         | Lotto                                  |
| 1989 | Belgie                                 | Jean-Marie Wampers                     | Panasonic–Isostar–Colnago–Agu          |
| 1990 | Švýcarsko                              | Thomas Wegmüller                       | Weinmann-SMM Uster                     |
| 1991 | Belgie                                 | Johan Bruyneel                         | Lotto                                  |
| 1992 | Belgie                                 | Frank Van Den Abeele                   | Lotto–Mavic–MBK                        |
| 1993 | Dánsko                                 | Rolf Sørensen                          | Carrera Jeans–Tassoni                  |
| 1994 | Německo                                | Olaf Ludwig                            | Team Telekom                           |
| 1995 | Itálie                                 | Francesco Frattini                     | Gewiss–Ballan                          |
| 1996 | Švýcarsko                              | Beat Zberg                             | Carrera Jeans–Tassoni                  |
| 1997 | Itálie                                 | Michele Bartoli                        | MG Maglificio–Technogym                |
| 1998 | Itálie                                 | Fabio Baldato                          | Riso Scotti–MG Maglificio              |
| 1999 | Německo                                | Erik Zabel                             | Team Telekom                           |
| 2000 | Německo                                | Kai Hundertmarck                       | Team Telekom                           |
| 2001 | Švýcarsko                              | Markus Zberg                           | Rabobank                               |
| 2002 | Německo                                | Erik Zabel                             | Team Telekom                           |
| 2003 | Itálie                                 | Davide Rebellin                        | Gerolsteiner                           |
| 2004 | Nizozemsko                             | Karsten Kroon                          | Rabobank                               |
| 2005 | Německo                                | Erik Zabel                             | T-Mobile Team                          |
| 2006 | Itálie                                 | Stefano Garzelli                       | Liquigas                               |
| 2007 | Německo                                | Patrik Sinkewitz                       | T-Mobile Team                          |
| 2008 | Nizozemsko                             | Karsten Kroon                          | Team CSC                               |
| 2009 | Německo                                | Fabian Wegmann                         | Team Milram                            |
| 2010 | Německo                                | Fabian Wegmann                         | Team Milram                            |
| 2011 | Německo                                | John Degenkolb                         | HTC–Highroad                           |
| 2012 | Itálie                                 | Moreno Moser                           | Liquigas–Cannondale                    |
| 2013 | Slovinsko                              | Simon Špilak                           | Team Katusha                           |
| 2014 | Norsko                                 | Alexander Kristoff                     | Team Katusha                           |
| 2015 | Nejelo se kvůli bezpečnostnímu riziku. | Nejelo se kvůli bezpečnostnímu riziku. | Nejelo se kvůli bezpečnostnímu riziku. |
| 2016 | Norsko                                 | Alexander Kristoff                     | Team Katusha                           |
| 2017 | Norsko                                 | Alexander Kristoff                     | Team Katusha–Alpecin                   |
| 2018 | Norsko                                 | Alexander Kristoff                     | UAE Team Emirates                      |
| 2019 | Německo                                | Pascal Ackermann                       | Bora–Hansgrohe                         |
| 2020 | Nejelo se kvůli pandemii covidu-19     | Nejelo se kvůli pandemii covidu-19     | Nejelo se kvůli pandemii covidu-19     |
| 2021 | Belgie                                 | Jasper Philipsen                       | Alpecin–Fenix                          |
| 2022 | Irsko                                  | Sam Bennett                            | Bora–Hansgrohe                         |
| 2023 | Dánsko                                 | Søren Kragh Andersen                   | Alpecin–Deceuninck                     |
| 2024 | Belgie                                 | Maxim Van Gils                         | Lotto–Dstny                            |
| 2025 | Austrálie                              | Michael Matthews                       | Team Jayco–AlUla                       |